# Períptero

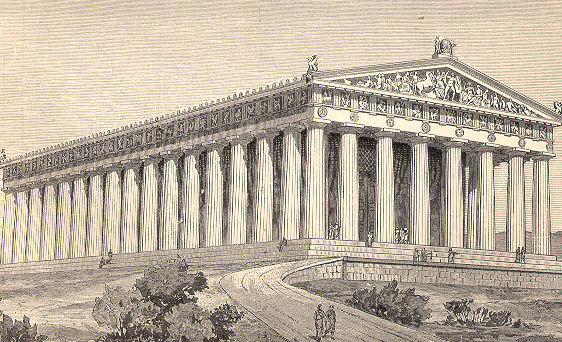
Dibujo idealizado del Partenón de Atenas

Períptero (en griego antiguo: περίπτερος) es el edificio que está rodeado por una fila de columnas alineadas en cada uno de sus lados, conformando una perístasis exterior.
Esta composición arquitectónica fue muy usual en la arquitectura griega clásica, al menos desde la época de la arquitectura en madera del siglo VIII a. C. 
Fue utilizada, aunque de forma excepcional, en el Antiguo Egipto.

## Ejemplos de edificios perípteros
- Templo del Partenón en Atenas
- Templo de Apolo en Figalia
- Templo de Segesta en Sicilia.
- Templo de Garni en Armenia

Edificios neoclásicos:
- Iglesia de la Madeleine en París
- Palacio de la Bolsa de París